# Ressortforschung
Unter Ressortforschung versteht man die Forschungs- und Entwicklungsaktivitäten der Bundes- und Landesministerien. 

## Geschichte
Diese geschieht in Deutschland über eigene nachgeordnete wissenschaftliche Fachbehörden ebenso wie durch die Vergabe von Forschungsaufträgen, z. B. an Universitäten, Forschungsinstitute z. B. der Leibniz-Gemeinschaft oder der Fraunhofer-Gesellschaft.  
Ressortforschung bildet eine Brücke zwischen Wissenschaft, Gesellschaft und Politik. Eine wesentliche Aufgabe ist die wissenschaftliche Politikberatung der Ministerien. Die meisten Fachbehörden erbringen auch wichtige forschungsbasierte Dienstleistungen, die zum Teil gesetzlich festgelegt sind, z. B. auf den Gebieten wie der technischen Infrastruktur, Prüfung, Zulassung und Regelsetzung.
Ressortforschung zielt auf die Gewinnung wissenschaftlicher Erkenntnisse ab, die direkten Bezug zu den Tätigkeitsfeldern eines Ministeriums haben oder die Voraussetzung zur Erfüllung der eigenen Fachaufgaben sind. Diese Erkenntnisse dienen regelmäßig als Grundlage für administrative oder politische Entscheidungen des Ressorts. Soweit der allgemeine Wissensstand dafür nicht ausreichend ist, werden in erster Linie die Bundeseinrichtungen mit Forschungs- und Entwicklungsaufgaben tätig.
Ressortforschung als ein eigenständiger Typ angewandter Forschung ist durch folgende Besonderheiten gekennzeichnet: Sie greift Fragen von Politik, Wirtschaft und Gesellschaft auf und ist damit normalerweise problemorientiert und praxisnah und ist aufgrund der Problemorientierung interdisziplinär ausgelegt. Je nach Fragestellung kann es jedoch auch einen kontinuierlichen Übergang zur Grundlagenforschung geben.  
Sie generiert Transferwissen und erbringt Übersetzungsleistungen vom wissenschaftlichen System in das Anwendersystem (z. B. Vollzug) und umgekehrt. Dabei verbindet sie kurzfristig abrufbare wissenschaftliche Kompetenz mit der Fähigkeit, langfristig angelegte Fragestellungen kontinuierlich bearbeiten zu können. Ressortforschung ist in der Regel in Behördenform institutionalisiert und unterliegt damit organisatorisch einer hierarchischen Organisationsstruktur.

## Deutschland
Der Wissenschaftsrat hat seit 2004 alle Ressortforschungseinrichtungen des Bundes evaluiert. Die Ergebnisse der Evaluierungen resultierten neben den einrichtungsspezifischen Veröffentlichungen in zwei übergreifenden Stellungnahmen zur Ressortforschung des Bundes, die 2007 und 2010 publiziert wurden (siehe unter Weblinks). Die Bundesregierung hat auf die Empfehlungen des Wissenschaftsrates mit mehreren Maßnahmen reagiert: 2007 hat sie die Leitlinien für eine moderne Ressortforschung verabschiedet und hat im Anschluss daran ein ressortübergreifendes Konzept einer modernen Ressortforschung vorgelegt, welches Ende 2007 im Bundeskabinett beschlossen wurde. Die Evaluierungen der Einrichtungen wurde im Januar 2010 abgeschlossen. Im November 2010 wurde eine zweite Gesamtstellungnahme des Wissenschaftsrates in Form von Empfehlungen zur Profilierung der Einrichtungen mit Ressortforschungsaufgaben des Bundes veröffentlicht.

### Ressortforschungseinrichtungen des Bundes: Bundesanstalten, -ämter und -institute
Themenschwerpunkte, die von den Bundesressorts dauernd bzw. über sehr lange Zeit bearbeitet werden müssen, führten zur Gründung sogenannter Ressortforschungseinrichtungen; einige von ihnen haben ihre Wurzeln im 19. Jahrhundert, sie gehören zu den ältesten außeruniversitären Forschungseinrichtungen in Deutschland. Diese mehr als 40 Institutionen (Stand: Frühjahr 2012), den Bundesministerien unterstellt und in deren Geschäftsbereichen tätig, bearbeiten Fachgebiete von der Archäologie über Gesundheitswissenschaften, Arbeitsmedizin, Metrologie, Strahlenschutz, Verkehr, Verteidigung bis hin zur internationalen Politik und haben ein jährliches Finanzvolumen von rd. 1,4 Mrd. Euro (Stand 2008). In den Ressortforschungseinrichtungen ist der Forschungsanteil (neben Dienstleistungen und Beratungsaufgaben) sehr unterschiedlich und liegt zwischen 10 % und 90 %. In einigen Fällen sind die Forschungsaufgaben nicht nur auf ein Ressort, sondern auf mehrere ausgerichtet (z. B. in der Sicherheitstechnik), in anderen Fällen gehören die Aufgaben eher zur wissenschaftlich-technischen Infrastruktur (z. B. in der Metrologie).